# Llista d'asteroides/146801-146900
| Nom      | Designació provisional | Data de descobriment   | Lloc de descobriment | Descobridor/s              |
| -------- | ---------------------- | ---------------------- | -------------------- | -------------------------- |
| 146801 - | 2001 YS46              | 18 de desembre de 2001 | Socorro              | LINEAR                     |
| 146802 - | 2001 YG48              | 18 de desembre de 2001 | Socorro              | LINEAR                     |
| 146803 - | 2001 YL50              | 18 de desembre de 2001 | Socorro              | LINEAR                     |
| 146804 - | 2001 YP56              | 18 de desembre de 2001 | Socorro              | LINEAR                     |
| 146805 - | 2001 YR69              | 18 de desembre de 2001 | Socorro              | LINEAR                     |
| 146806 - | 2001 YT69              | 18 de desembre de 2001 | Socorro              | LINEAR                     |
| 146807 - | 2001 YF75              | 18 de desembre de 2001 | Socorro              | LINEAR                     |
| 146808 - | 2001 YW81              | 18 de desembre de 2001 | Socorro              | LINEAR                     |
| 146809 - | 2001 YZ81              | 18 de desembre de 2001 | Socorro              | LINEAR                     |
| 146810 - | 2001 YE82              | 18 de desembre de 2001 | Socorro              | LINEAR                     |
| 146811 - | 2001 YD90              | 18 de desembre de 2001 | Socorro              | LINEAR                     |
| 146812 - | 2001 YP92              | 17 de desembre de 2001 | Kitt Peak            | Spacewatch                 |
| 146813 - | 2001 YM93              | 18 de desembre de 2001 | Kitt Peak            | Spacewatch                 |
| 146814 - | 2001 YV95              | 18 de desembre de 2001 | Palomar              | NEAT                       |
| 146815 - | 2001 YP101             | 17 de desembre de 2001 | Socorro              | LINEAR                     |
| 146816 - | 2001 YL105             | 17 de desembre de 2001 | Socorro              | LINEAR                     |
| 146817 - | 2001 YR108             | 18 de desembre de 2001 | Socorro              | LINEAR                     |
| 146818 - | 2001 YL115             | 17 de desembre de 2001 | Socorro              | LINEAR                     |
| 146819 - | 2001 YO117             | 18 de desembre de 2001 | Socorro              | LINEAR                     |
| 146820 - | 2001 YQ125             | 17 de desembre de 2001 | Socorro              | LINEAR                     |
| 146821 - | 2001 YC129             | 17 de desembre de 2001 | Socorro              | LINEAR                     |
| 146822 - | 2001 YF130             | 17 de desembre de 2001 | Socorro              | LINEAR                     |
| 146823 - | 2001 YD137             | 22 de desembre de 2001 | Socorro              | LINEAR                     |
| 146824 - | 2001 YP140             | 22 de desembre de 2001 | Socorro              | LINEAR                     |
| 146825 - | 2001 YC144             | 17 de desembre de 2001 | Socorro              | LINEAR                     |
| 146826 - | 2001 YK145             | 17 de desembre de 2001 | Socorro              | LINEAR                     |
| 146827 - | 2001 YW145             | 18 de desembre de 2001 | Anderson Mesa        | LONEOS                     |
| 146828 - | 2001 YL155             | 20 de desembre de 2001 | Palomar              | NEAT                       |
| 146829 - | 2002 AB5               | 9 de gener de 2002     | Cima Ekar            | Asiago-DLR Asteroid Survey |
| 146830 - | 2002 AT8               | 7 de gener de 2002     | Kitt Peak            | Spacewatch                 |
| 146831 - | 2002 AV11              | 11 de gener de 2002    | Socorro              | LINEAR                     |
| 146832 - | 2002 AZ23              | 7 de gener de 2002     | Palomar              | NEAT                       |
| 146833 - | 2002 AK25              | 6 de gener de 2002     | Haleakala            | NEAT                       |
| 146834 - | 2002 AY31              | 4 de gener de 2002     | Bergisch Gladbach    | W. Bickel                  |
| 146835 - | 2002 AF40              | 9 de gener de 2002     | Socorro              | LINEAR                     |
| 146836 - | 2002 AR40              | 9 de gener de 2002     | Socorro              | LINEAR                     |
| 146837 - | 2002 AN41              | 9 de gener de 2002     | Socorro              | LINEAR                     |
| 146838 - | 2002 AR43              | 9 de gener de 2002     | Socorro              | LINEAR                     |
| 146839 - | 2002 AK49              | 9 de gener de 2002     | Socorro              | LINEAR                     |
| 146840 - | 2002 AN49              | 9 de gener de 2002     | Socorro              | LINEAR                     |
| 146841 - | 2002 AP49              | 9 de gener de 2002     | Socorro              | LINEAR                     |
| 146842 - | 2002 AA50              | 9 de gener de 2002     | Socorro              | LINEAR                     |
| 146843 - | 2002 AP68              | 12 de gener de 2002    | Kitt Peak            | Spacewatch                 |
| 146844 - | 2002 AP79              | 8 de gener de 2002     | Socorro              | LINEAR                     |
| 146845 - | 2002 AG82              | 9 de gener de 2002     | Socorro              | LINEAR                     |
| 146846 - | 2002 AM83              | 9 de gener de 2002     | Socorro              | LINEAR                     |
| 146847 - | 2002 AV84              | 9 de gener de 2002     | Socorro              | LINEAR                     |
| 146848 - | 2002 AC85              | 9 de gener de 2002     | Socorro              | LINEAR                     |
| 146849 - | 2002 AX98              | 8 de gener de 2002     | Socorro              | LINEAR                     |
| 146850 - | 2002 AT99              | 8 de gener de 2002     | Socorro              | LINEAR                     |
| 146851 - | 2002 AK104             | 9 de gener de 2002     | Socorro              | LINEAR                     |
| 146852 - | 2002 AQ109             | 9 de gener de 2002     | Socorro              | LINEAR                     |
| 146853 - | 2002 AY110             | 9 de gener de 2002     | Socorro              | LINEAR                     |
| 146854 - | 2002 AO115             | 9 de gener de 2002     | Socorro              | LINEAR                     |
| 146855 - | 2002 AH121             | 9 de gener de 2002     | Socorro              | LINEAR                     |
| 146856 - | 2002 AD124             | 9 de gener de 2002     | Socorro              | LINEAR                     |
| 146857 - | 2002 AD127             | 13 de gener de 2002    | Socorro              | LINEAR                     |
| 146858 - | 2002 AA148             | 13 de gener de 2002    | Palomar              | NEAT                       |
| 146859 - | 2002 AB149             | 13 de gener de 2002    | Socorro              | LINEAR                     |
| 146860 - | 2002 AL149             | 14 de gener de 2002    | Socorro              | LINEAR                     |
| 146861 - | 2002 AS151             | 14 de gener de 2002    | Socorro              | LINEAR                     |
| 146862 - | 2002 AV152             | 14 de gener de 2002    | Socorro              | LINEAR                     |
| 146863 - | 2002 AW162             | 13 de gener de 2002    | Socorro              | LINEAR                     |
| 146864 - | 2002 AX165             | 13 de gener de 2002    | Socorro              | LINEAR                     |
| 146865 - | 2002 AB173             | 14 de gener de 2002    | Socorro              | LINEAR                     |
| 146866 - | 2002 AO174             | 14 de gener de 2002    | Socorro              | LINEAR                     |
| 146867 - | 2002 AC176             | 14 de gener de 2002    | Socorro              | LINEAR                     |
| 146868 - | 2002 AG177             | 14 de gener de 2002    | Socorro              | LINEAR                     |
| 146869 - | 2002 AN181             | 5 de gener de 2002     | Palomar              | NEAT                       |
| 146870 - | 2002 AT181             | 5 de gener de 2002     | Palomar              | NEAT                       |
| 146871 - | 2002 AT182             | 5 de gener de 2002     | Anderson Mesa        | LONEOS                     |
| 146872 - | 2002 AE191             | 11 de gener de 2002    | Palomar              | NEAT                       |
| 146873 - | 2002 AN208             | 8 de gener de 2002     | Socorro              | LINEAR                     |
| 146874 - | 2002 BB                | Oaxaca                 | J. M. Roe            |                            |
| 146875 - | 2002 BL17              | 21 de gener de 2002    | Socorro              | LINEAR                     |
| 146876 - | 2002 BK21              | 25 de gener de 2002    | Socorro              | LINEAR                     |
| 146877 - | 2002 BQ25              | 25 de gener de 2002    | Palomar              | NEAT                       |
| 146878 - | 2002 CN1               | 2 de febrer de 2002    | Pla D'Arguines       | R. Ferrando                |
| 146879 - | 2002 CS8               | 5 de febrer de 2002    | Palomar              | NEAT                       |
| 146880 - | 2002 CV8               | 5 de febrer de 2002    | Palomar              | NEAT                       |
| 146881 - | 2002 CH11              | 1 de febrer de 2002    | Anderson Mesa        | LONEOS                     |
| 146882 - | 2002 CV21              | 5 de febrer de 2002    | Palomar              | NEAT                       |
| 146883 - | 2002 CF24              | 6 de febrer de 2002    | Haleakala            | NEAT                       |
| 146884 - | 2002 CL24              | 6 de febrer de 2002    | Haleakala            | NEAT                       |
| 146885 - | 2002 CB27              | 6 de febrer de 2002    | Socorro              | LINEAR                     |
| 146886 - | 2002 CW27              | 6 de febrer de 2002    | Socorro              | LINEAR                     |
| 146887 - | 2002 CT29              | 6 de febrer de 2002    | Socorro              | LINEAR                     |
| 146888 - | 2002 CG34              | 6 de febrer de 2002    | Socorro              | LINEAR                     |
| 146889 - | 2002 CG37              | 7 de febrer de 2002    | Socorro              | LINEAR                     |
| 146890 - | 2002 CA38              | 7 de febrer de 2002    | Socorro              | LINEAR                     |
| 146891 - | 2002 CY40              | 7 de febrer de 2002    | Palomar              | NEAT                       |
| 146892 - | 2002 CQ47              | 3 de febrer de 2002    | Haleakala            | NEAT                       |
| 146893 - | 2002 CK55              | 7 de febrer de 2002    | Socorro              | LINEAR                     |
| 146894 - | 2002 CX59              | 14 de febrer de 2002   | Socorro              | LINEAR                     |
| 146895 - | 2002 CP66              | 7 de febrer de 2002    | Socorro              | LINEAR                     |
| 146896 - | 2002 CZ69              | 7 de febrer de 2002    | Socorro              | LINEAR                     |
| 146897 - | 2002 CB74              | 7 de febrer de 2002    | Socorro              | LINEAR                     |
| 146898 - | 2002 CL74              | 7 de febrer de 2002    | Socorro              | LINEAR                     |
| 146899 - | 2002 CS75              | 7 de febrer de 2002    | Socorro              | LINEAR                     |
| 146900 - | 2002 CL79              | 7 de febrer de 2002    | Socorro              | LINEAR                     |